# إينياس-غاستون باردي
إينياس-غاستون باردي (بالفرنسية: Ignace-Gaston Pardies)‏ (5 سبتمبر 1636 – 21 أبريل 1673) عالم وكاهن كاثوليكي فرنسي، مات بالحمى وهو يعالج السجناء في مستشفى بيكتر بالقرب من باريس.
ولد باردي في باو بالقرب من جبال البرانس، وهو ابن مستشار في المجلس المحلي للمدينة. التحق باردي بالرهبنة اليسوعية في 17 نوفمبر 1652 م، ودرس لفترة الأدب الكلاسيكي؛ وخلال تلك الفترة ألف عددًا من الأعمال النثرية والشعرية القصيرة باللاتينية. وبعد رسامته، درس الفلسفة الرياضيات في باريس. في سنة 1662 م، كتب باردي أول أعماله العلمية «Horologium Thaumanticum Duplex» الذي وصف فيه جهازًا اخترعه لبناء عدد من المزاول. وفي سنة 1665 م، كتب كتابه «أطروحة حول حركة وطبيعة المذنبات» الذي نُشر بطبعتين إحداهما إلى اللاتينية والأخرى بالفرنسية. وفي مخطوطته «المخطوطة الكاملة حول البصريات» الذي كتبها سنة 1670 م، تتبع باردي النظرية الموجية للضوء (التي وصفها بالاهتزاز التوافقي). اعتمد بيير أنجو زميل باردي على مخطوطة باردي عند كتابته لكتابه «البصريات» الذي نشره سنة 1682 م بعد وفاة باردي. ذكر كريستيان هوغنس مخطوطة باردي في كتابه عن الضوء. كما ذكر هوغنس سنة 1668 م أن باردي هو صاحب نظرية أن سرعة الضوء محددة.
عارض باردي نظرية نيوتن حول الانكسار، وتبادلا الرسائل حول هذا الشأن (الذي أبدى باردي فيها اقتناعه بتفسيرات نيوتن، وسحب اعتراضاته)، والتي وجدت في المعاملات الفلسفية للجمعية الملكية لسنتي 1672 و1673 م. كما تُرجم كتابه «عناصر الهندسة» الذي كتبه سنة 1671 م إلى الإنجليزية واللاتينية. كما ترك مخطوطة بعنوان «فن الحرب»، وأطلس سماوي يتألف من ست رسوم بيانية نشرا بعد وفاته. كذلك كان باردي عضوًا في أكاديمية بيير ميكون بوردوليه للتشريح.
في سنة 1674 م، نشر باردي أطلس للنجوم بعنوان «الوصف المبسط المنقح للعالم السماوي» الذي اعتمد فيه جزئيصا على أعمال عالم يسوعي فرنسي آخر هو توماس غوييه. وفي سنة 1693 م، صدرت طبعة جديدة من الأطلس، تبعتها أخرى سنة 1700 م. تضمنت الطبعات الجديدة إضافات جديدة مثل مسارات المذنبات التي اكتشفت منذ سنة 1674 م. استخدم الأطلس المسقط المزولي، وقد اعتمد عليه وليام روتر دوز في خرائطه للنجوم التي نشرها سنة 1844 م.

## معرض صور